# 环萼树萝卜
环萼树萝卜（学名：Agapetes brandisiana）为杜鹃花科树萝卜属下的一个种。

## 扩展阅读
- 維基物種上的相關：环萼树萝卜